# Nulla osta di sicurezza
Il nulla osta di sicurezza (in acronimo NOS), nell'ordinamento italiano, è un'abilitazione conferita a persone fisiche, enti, imprese e società, per il trattamento di informazioni riservate contenute in documenti o altro materiale, con classifica di segretezza dal grado di riservatissimo fino a segretissimo (non è quindi necessario per trattare informazioni classificate di semplice livello riservato).

## Tipologia
I tipi di NOS sono correlati al tipo di classifica di segretezza della informazione. Le classifiche di segretezza sono attribuite, sulla base dei criteri seguiti nelle relazioni internazionali, per circoscrivere la conoscenza di informazioni, documenti, atti, attività o cose ai soli soggetti che abbiano necessità di accedervi e siano a ciò abilitati in ragione delle proprie funzioni istituzionali. In base all'art. 42 della legge 3 agosto 2007, n. 124 i tipi di segretezza attribuibili sono quattro, in ordine decrescente:
- segretissimo;
- segreto;
- riservatissimo;
- riservato.

La classifica di segretezza è apposta, e può essere elevata, dall'ente che forma il documento, l'atto o acquisisce per prima la notizia, nonché da quella che è responsabile della cosa, o acquisisce dall'estero documenti, atti, notizie o cose.

## Ottenimento
Nell'ambito del Dipartimento delle informazioni per la sicurezza - DIS presso la Presidenza del Consiglio dei ministri, l'articolo 4, comma 7, della legge 3 agosto 2007, n. 124, di riforma dell’intelligence e del segreto di Stato in Italia, ha istituito l'Ufficio centrale per la segretezza - UCSe, a norma dell'art. 9 della legge n. 124/2007, che rilascia le abilitazioni NOS relative a persone, enti, imprese e società che devono trattare informazioni classificate. A norma dell'art. 10 della legge n. 124/2007, il NOS ha la durata di cinque anni per la classifica di segretissimo e di dieci anni per le altre classifiche di segretezza. A ciascuna delle classifiche di segretezza corrisponde un distinto livello di NOS.
Ai fini del rilascio del NOS è necessaria l'effettuazione di un preventivo procedimento di accertamento diretto a escludere dalla conoscibilità di notizie, documenti, atti o cose classificate ogni soggetto che non dia sicuro affidamento di scrupolosa fedeltà alle istituzioni della Repubblica, alla Costituzione e ai suoi valori, nonché di rigoroso rispetto del segreto.
Tale accertamento viene effettuato raccogliendo informazioni sul soggetto richiedente tramite le Forze armate, le Forze di polizia, le pubbliche amministrazioni e i soggetti erogatori dei servizi di pubblica utilità, che collaborano con l'UCSe. L'UCSe può revocare il NOS se, sulla base di segnalazioni e di accertamenti nuovi, emergono motivi di inaffidabilità a carico del soggetto interessato.
Agli appalti pubblici di lavori e alle forniture di beni e servizi, per i quali la tutela del segreto sia richiesta da norme di legge o di regolamento ovvero sia ritenuta di volta in volta necessaria, si applicano le disposizioni dell'art. 17, comma 3, del D. Lgs. n. 163 del 12 aprile 2006, Codice dei contratti pubblici relativi a lavori, servizi e forniture. In tal caso il soggetto appaltante i lavori e le forniture predette, quando lo ritiene necessario, richiede, tramite l'UCSe, al Presidente del Consiglio dei ministri l'autorizzazione alla segretazione, indicandone i motivi. Contestualmente all'autorizzazione, l'UCSe trasmette al soggetto appaltante l'elenco delle ditte individuali e delle imprese munite di NOS.
Infine, con DPCM 8 aprile 2008, è stato pubblicato il regolamento recante "Criteri per l'individuazione delle notizie, delle informazioni, dei documenti, degli atti, delle attività, delle cose e dei luoghi suscettibili di essere oggetto di segreto di Stato", in GURI n. 90 del 16 aprile 2008.

Le istruzioni e la relativa modulistica non contengono disposizioni di dettaglio in merito all'obbligo di autocertificare e accertare l'appartenenza a società segrete (oggetto della Legge Anselmi), ad associazioni paramilitari -vietate almeno in Costituzione-, ovvero a corpi anche potenzialmente eversivi dell'ordinamento costituzionale democratico e repubblicano.

## Revoca
Il NOS è negato, revocato, sospeso, ridotto di classifica di segretezza, di qualifica di sicurezza internazionale e dequalificato in tutti i casi in cui emergano, nei confronti della persona in esso indicata, fondati elementi che influiscono negativamente sulla sua affidabilità sotto il profilo della scrupolosa fedeltà ai valori della Costituzione repubblicana e alle ragioni di sicurezza dello Stato, nonché della conservazione del segreto.

## Nulla osta di sicurezza industriale
Esiste anche l'analogo Nulla osta di sicurezza industriale (NOSI) che un NOS specifico per contesti economici di tipo industriale.